# العلاقات الجزائرية البيلاروسية
العلاقات الجزائرية البيلاروسية هي العلاقات الثنائية التي تجمع بين الجزائر وروسيا البيضاء.

## مقارنة بين البلدين
هذه مقارنة عامة ومرجعية للدولتين:
| وجه المقارنة                                              | الجزائر                      | روسيا البيضاء                    |
| --------------------------------------------------------- | ---------------------------- | -------------------------------- |
| المساحة (كم2)                                             | 2.38 مليون                   | 207.60 ألف                       |
| عدد السكان (نسمة)                                         | 38.81 مليون                  | 9.50 مليون                       |
| الكثافة السكانية (ن./كم²)                                 | 16.31                        | 45.76                            |
| العاصمة                                                   | الجزائر                      | مينسك                            |
| اللغة الرسمية                                             | اللغة العربية، لغات أمازيغية | اللغة البيلاروسية، اللغة الروسية |
| العملة                                                    | دينار جزائري                 | روبل بلاروسي                     |
| الناتج المحلي الإجمالي (بليون دولار)                      | 170.37 مليار                 | 54.44 مليار                      |
| الناتج المحلي الإجمالي (تعادل القوة الشرائية) بليون دولار | 582.63 مليار                 | 168.35 مليار                     |
| الناتج المحلي الإجمالي الاسمي للفرد دولار أمريكي          | 4.21 ألف                     | 5.74 ألف                         |
| الناتج المحلي الإجمالي للفرد دولار أمريكي                 | 14.19 ألف                    | 18.18 ألف                        |
| مؤشر التنمية البشرية                                      | 0.745                        | 0.798                            |
| رمز المكالمات الدولي                                      | +213                         | +375                             |
| رمز الإنترنت                                              | .dz                          | .by، .бел                        |
| المنطقة الزمنية                                           | ت ع م+01:00                  | ت ع م+03:00                      |

## منظمات دولية مشتركة
يشترك البلدان في عضوية مجموعة من المنظمات الدولية، منها:
| علم المنظمة | اسم المنظمة                               | تاريخ انضمام الجزائر | تاريخ انضمام روسيا البيضاء |
| ----------- | ----------------------------------------- | -------------------- | -------------------------- |
|             | الاتحاد البريدي العالمي                   | ?                    | ?                          |
|             | منظمة حظر الأسلحة الكيميائية              | ?                    | ?                          |
|             | الأمم المتحدة                             | 8 أكتوبر 1962        | 24 أكتوبر 1945             |
|             | وكالة ضمان الاستثمار متعدد الأطراف        | 4 يونيو 1996         | 3 ديسمبر 1992              |
|             | منظمة الشرطة الجنائية الدولية             | ?                    | ?                          |
|             | مؤسسة التمويل الدولية                     | 23 سبتمبر 1990       | 2 نوفمبر 1992              |
|             | الاتحاد الدولي للاتصالات                  | 3 مايو 1963          | 7 مايو 1947                |
|             | البنك الدولي للإنشاء والتعمير             | 26 سبتمبر 1963       | 10 يوليو 1992              |
|             | المركز الدولي لتسوية المنازعات الاستشارية | 22 مارس 1996         | 9 أغسطس 1992               |
|             | يونسكو                                    | 15 أكتوبر 1962       | 12 مايو 1954               |

## وصلات خارجية
- موقع وزارة الخارجية الجزائرية
- موقع وزارة الخارجية البيلاروسية